# Heinrich Martius

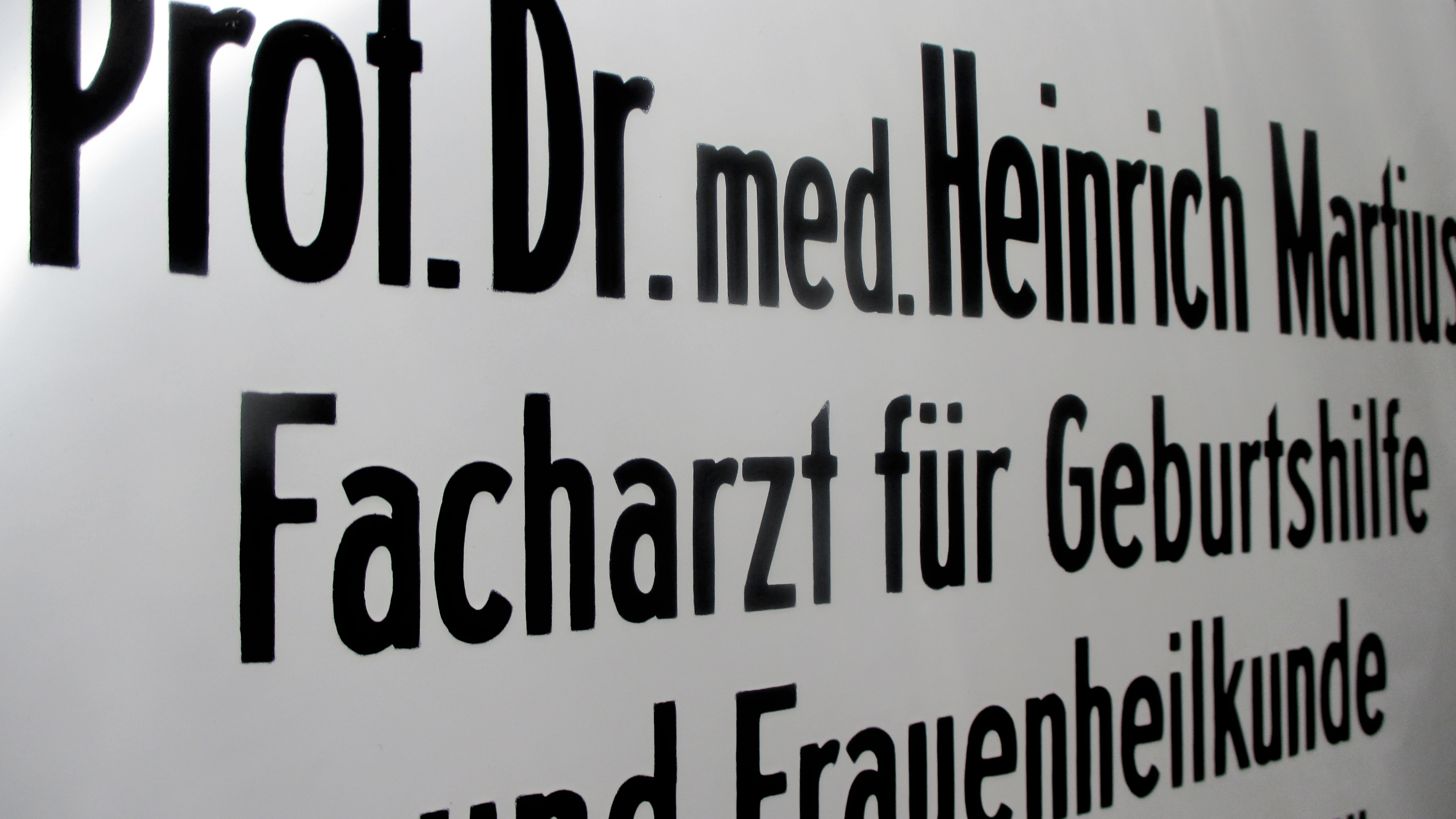
Sprechstundenschild Prof. Dr. med Heinrich Martius – Facharzt für Geburtshilfe und Frauenheilkunde – um 1940

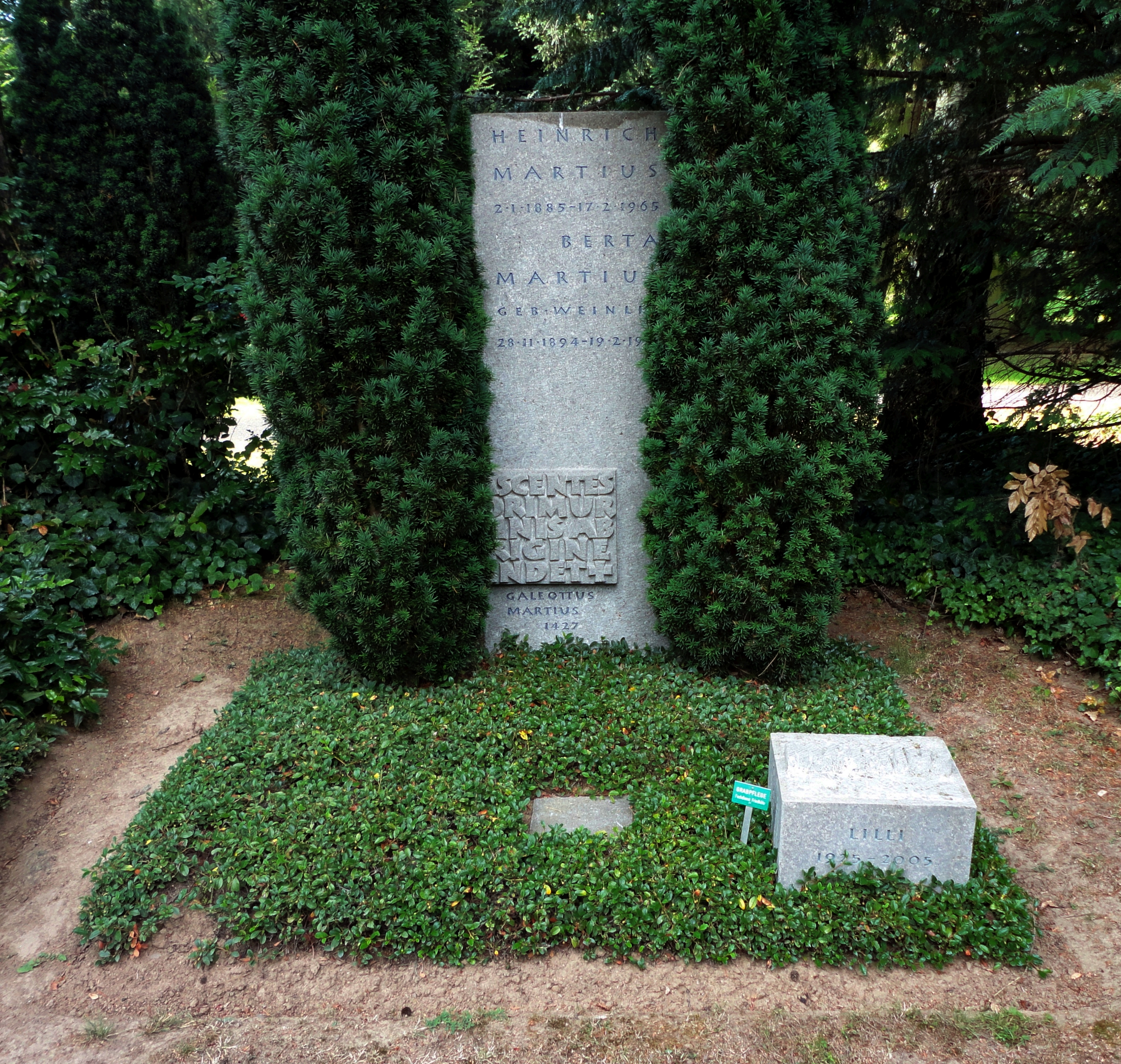
Göttingen, Stadtfriedhof: Grab Heinrich Martius

Heinrich Martius (* 2. Januar 1885 in Berlin; † 17. Februar 1965 in Göttingen) war ein deutscher Gynäkologe und Geburtshelfer.

## Leben und Wirken
Heinrich Martius wurde als Sohn von Friedrich Martius (1850–1923), einem deutschen Internisten, geboren. Während seines Studiums wurde er 1904 Mitglied der Burschenschaft Teutonia Freiburg.
Als Schüler des Gynäkologen Otto von Franqué (1867–1937) in Bonn wurde Heinrich Martius 1926 Ordinarius an der Georg-August-Universität Göttingen und zum Direktor der Universitätsfrauenklinik in Göttingen ernannt. Er führte die Klinik bis 1954 trotz der schwierigen wirtschaftlichen Lage in den folgenden Jahren zu einer neuen Expansion. Sein Nachfolger wurde Heinz Kirchhoff. In Göttingen war Martius einer der prominentesten Vertreter der Gynäkologie und Geburtshilfe und ist heute noch über die Landesgrenze hinaus bekannt.
In der Zeit des Nationalsozialismus galt er nach der nationalsozialistischen Rassenideologie als „Vierteljude“, wurde aber wegen seiner Teilnahme als Frontkämpfer im Ersten Weltkrieg nicht als Hochschullehrer entlassen. Am 19. August 1934 gehörte er zu den Unterzeichnern des Aufrufs Deutsche Wissenschaftler hinter Adolf Hitler, der im Völkischen Beobachter abgedruckt wurde. Während des Zweiten Weltkriegs gehörte er zum Beirat der Deutschen Gesellschaft für Konstitutionsforschung.
Von 1949 bis 1951 war Martius Präsident der Deutschen Gesellschaft für Gynäkologie (DGGG) und organisierte deren Kongress 1951 in Bad Pyrmont. Er war auch Präsident der Deutschen Gesellschaft für Krebsbekämpfung. Im Jahr 1953 wurde er zum Mitglied der Leopoldina gewählt.
Eine breite Popularität verschafften ihm seine Fähigkeiten als Geburtshelfer. Martius reduzierte die geburtshilflichen Operationen auf ein Mindestmaß, weil er der Überzeugung war, dass die Geburt ein von der Natur geschaffener physiologischer Vorgang sei, in den nicht ohne besonderen Grund eingegriffen werden solle.

## Wissenschaftliche Arbeit und Schüler
Zusammen mit dem Physiker W. Grebe entwickelte er eine Ionisationskammer zur Messung der Röntgenstrahlendosis, die patentiert wurde. Bereits 1918 publizierte er ein Verfahren zur geometrischen Vermessung des weiblichen Beckens, welche als Martius-Beckenmessaufnahme in die Literatur eingehen sollte. Es diente bis zur Einführung strahlungsfreier Bildgebungsverfahren (MRT, Sonographie) dazu, eine entbindungsrelevante Beckenverengung zu quantisieren. Zusammen mit H. Franken publizierte er Untersuchungen über die erbgutschädigende Wirkung von Röntgenstrahlen bei weißen Mäusen. Auch die Anwendung der Strahlentherapie bei gynäkologischen Tumoren wurde von ihm in der Universitäts-Frauenklinik Göttingen vorangetrieben. Auf ihn geht das Konzept der Kleinraumbestrahlung von Tumoren des weiblichen Beckens zur Schonung der Risikoorgane zurück.
Zu den bedeutendsten Schülern von Heinrich Martius zählen Werner Bickenbach, Günter Oehlert, Gerhard Schubert, Richard Kepp und Wichard von Massenbach. 

## Ehrungen
Martius wurde 1953 mit dem Großen Verdienstkreuz der Bundesrepublik Deutschland ausgezeichnet. 1960 erhielt er die Albrecht-von-Haller-Medaille der Universität Göttingen, 1961 die Paracelsus-Medaille. Die DGGG ernannte ihn zum Ehrenmitglied.

## Privates
Heinrich Martius ließ sich für seine Familie im Jahr 1950 von dem renommierten Göttinger Architekten Diez Brandi im vornehmen Göttinger Ostviertel das „Haus Martius“ (Bismarckstraße 4) errichten. Die Villa enthielt auch eine kleine Arztpraxis.
Sein Sohn Gerhard Martius (1924–1998) war ebenfalls Gynäkologe und wurde 1967 Professor an der Universitätsfrauenklinik München.